# Hydroxylzahl
Die Hydroxylzahl (OHZ; auch Hydroxylwert), auch Acetylzahl, ist ein Maß für den Gehalt an Hydroxygruppen in organischen Materialien, z. B. in Harzen, Lacken, Polyesterolen, Fetten und Lösungsmitteln. Die Hydroxylzahl korreliert mit dem OH-Gehalt, welcher die Menge an Hydroxygruppen in einer anderen Einheit angibt.
Die Hydroxylzahl gibt die Menge Kaliumhydroxid in Milligramm an, welche der bei einer Acetylierung von einem Gramm Substanz gebundenen Menge Essigsäure gleichwertig ist.

## Durchführung
Um die Hydroxylzahl experimentell zu ermitteln, wird eine entsprechende Masse des zu untersuchenden Materials (z. B. Hartfett) genau eingewogen. Anschließend wird ein Acetylierungsgemisch aus Acetanhydrid und wasserfreiem Pyridin im Überschuss zugesetzt (Verhältnis 1:3) und eine Stunde im Wasserbad erhitzt. Je eine Hydroxygruppe (des Fetts) reagiert währenddessen mit Acetanhydrid zur acetylierten Hydroxygruppe und je einem Molekül Essigsäure. Alle dabei nicht verbrauchten Acetanhydrid-Moleküle werden im nächsten Schritt mit Wasser zu je zwei Essigsäuremolekülen umgesetzt. Anschließend erfolgt Neutralisierung mit ethanolischer KOH-Lösung und Phenolphthalein.
Das Gleiche wiederholt man ohne den Analyten (Blindwert), dann wird jedes Molekül Acetanhydrid zu zwei Molekülen Essigsäure umgesetzt – entsprechend mehr KOH benötigt man, um die entstehende Essigsäure zu neutralisieren. Im Hauptversuch mit dem Analyten entsteht für jede darin vorhandene Hydroxygruppe, genau ein Molekül an Essigsäure weniger. Über diesen Zusammenhang lässt sich die OHZ bestimmen. Wichtig ist der Zusammenhang: n (OH-Gruppen) = n (Essigsäure, die weniger entsteht) = n (KOH, die für die Essigsäure im Hauptversuch weniger verbraucht wird).

## Berechnung nach DIN
{\displaystyle \mathrm {OHZ={\frac {M(KOH)\cdot (Blindversuch-Hauptversuch)\cdot c\cdot t}{m(Einwaage)}}+SZ} }
Hierbei ist
M(KOH): molare Masse Kaliumhydroxid [56,106 g/Mol]
Blindversuch: Kaliumhydroxidverbrauch im Blindversuch [ml]
Hauptversuch: Kaliumhydroxidverbrauch im Hauptversuch [ml]
c: Konzentration der Kaliumhydroxidmaßlösung
t: Titer
m(Einwaage): Probeneinwaage [g]
SZ: Säurezahl [mg KOH / g Probe]

## Andere gängige Einheiten und Angaben

### Hydroxylgruppen-Gehalt
Neben der Angabe als Hydroxylzahl kann auch der sogenannte OH-Gehalt angegeben werden. Der OH-Gehalt gibt den Massenanteil an OH-Gruppen an der gesamten Probe an.
{\displaystyle OH-Gehalt={\frac {m(OH-Gruppen)}{m(Gesamt)}},[Prozent]}
Eine Hydroxygruppe besitzt hier stets das Gewicht von 17 g pro mol.
Die Überführung des OH-Gehaltes in die Hydroxylzahl ist über folgende Umrechnung möglich.
{\displaystyle OHZ={\frac {OH-Gehalt[\%]\times 56100[mg(KOH)/mol]}{17[g/mol]\times 100[\%]}}}
Umstellung des Zusammenhangs ergibt die Berechnung des OH-Gehaltes aus der OH-Zahl.
{\displaystyle OH-Gehalt[\%]={\frac {OHZ[mg(KOH)/g]\times 17[g/mol]}{56100[mg(KOH)/mol]}}\times 100[\%]}

### Umrechnung in Bezug auf Festkörper oder Anlösung
Teilweise werden OH-Zahl und OH-Gehalt auf den Festkörper einer Lösung bezogen und teilweise auf die gesamte Lösung in Lieferform. Die OH-Zahl und der OH-Gehalt des Festkörpers sind immer höher als Lösungen in einem inerten Lösemittel. Eine Umrechnung ist wie folgt möglich.
{\displaystyle OHZ[Anloesung]=OHZ[Festkoerper]\times Konzentration[\%]}

### Hydroxy-Äquivalentgewicht
Neben der Angabe von Hydroxylzahl oder OH-Gehalt kann auch das Hydroxy-Äquivalentgewicht angegeben werden. Das Hydroxy-Äquivalentgewicht gibt an, wie viel Gramm Harz bzw. Probe ein Mol Hydroxygruppen enthalten. Das Hydroxy-Äquivalentgewicht lässt sich gemäß der folgenden Gleichung berechnen.
{\displaystyle OH-Aequivalentgewicht[{\frac {g}{mol}}]={\frac {56100[{\frac {mg(KOH)}{mol}}]}{OHZ[{\frac {mg(KOH)}{g}}]}}}

## Berechnung der Molmasse von Polykondensaten
Für hydroxylterminale Polyester und andere Kondensate kann das Nummernmittel der Molmasse (Mn) über folgenden Zusammenhang berechnet werden
{\displaystyle \mathrm {Mn=1000mg/g\cdot {\frac {z\cdot 56.106g/Mol}{OHZ[mg/g]}}} }
Wobei z die Anzahl der OH-Gruppen im Makromolekül ist. Für ein lineares, bis(alkohol)terminales Polyester gilt bspw.: z = 2.